# X264
x264是採用GPL授權的視頻編碼自由軟體。x264的主要功能在於進行H.264/MPEG-4 AVC的視頻編碼，而不是作為解碼器（decoder）之用。

## 歷史
Laurent Aimar是x264最初的開發者，在轉職到ATEME后隨即停止了開發。此工作隨後由Loren Merritt接手。如今，x264到主要開發者是Loren Merritt、Fiona Glaser、Anton Mitrofanov 和 Henrik Gramner。

## 功能
x264提供了命令行接口以及應用程序接口（API）。前者在許多圖形用戶界面軟件中得到應用，如Staxrip和MeGUI。後者也在許多其他類型到軟件中調用，如HandBrake和FFmpeg。
x264具備的H.264標準定義的特性，較之其他H.264編碼器而言多出許多。
x264包含有一些心理視覺增強技術，以增強編碼視頻的主觀質量。
x264能夠在普通計算機上實現多路高畫質影片的实时編碼。
x264也是第一個免費的藍光光碟視頻編碼器。2010年4月，x264項目組宣布藍光格式視頻編碼功能完成，使得x264成為首個免費的藍光視頻編碼器。